# Betriebsklima
Betriebsklima ist die subjektiv erlebte und wahrgenommene längerfristige Qualität des Zusammenwirkens, der Zusammenarbeit der Beschäftigten eines Wirtschafts- oder Verwaltungsbetriebes.
Das Betriebsklima hat für die Motivation der Beschäftigten starke Bedeutung; desgleichen für Arbeitgeber, da es den Unternehmenserfolg zu verbessern geeignet ist, vor allem in Krisen. Ein schlechtes Betriebsklima führt zu Arbeitsunlust, zerstört somit die Arbeitsfreude, es demotiviert, erhöht den Krankenstand und kann zu mehr Produktionsausschuss führen. Eine besondere Ausprägung eines schlechten Betriebsklimas stellt das Mobbing dar. Eine mögliche Maßnahme zur Verbesserung des Betriebsklimas ist, eine vertrauensvolle Unternehmenskultur mit mehr Raum für eigenverantwortliches Handeln, mit flachen Hierarchien und modernem mitarbeiterfreundlichem und kooperativem Führungsstil zu schaffen.

## Definition und Abgrenzung
Obwohl Begriffe wie Corporate Identity, Betriebsklima und Unternehmenskultur bereits in den allgemeinen Sprachgebrauch übergegangen sind, gibt es die vielfältigsten Vorstellungen darüber, was sie eigentlich beinhalten. Dies ist vor allem darauf zurückzuführen, dass zwischen den verschiedenen Bereichen viele Überschneidungen existieren.

### Das Betriebsklima
In der arbeits- und organisationspsychologischen Fachliteratur wird Betriebsklima meist mit der subjektiv wahrgenommenen, längerfristigen Qualität des Zusammenwirkens der Beschäftigten eines Wirtschafts- oder Verwaltungsbetriebes gleichgesetzt. Das Konzept des Betriebsklimas wird teilweise mit dem Konzept des Organisationsklimas gleichgesetzt, teilweise jedoch auch von diesem abgegrenzt: Während sich das Betriebsklima eher auf die sozialen Bedingungen in einer Organisation bezieht, ergibt sich das Konzept des Organisationsklimas aus den Wahrnehmungen und Beschreibungen organisationaler Bedingungen. Das Organisationsklima ist in diesem Sinne das umfassendere Konzept, da über die sozialen Beziehungen hinaus auch strukturelle Gegebenheiten Berücksichtigung finden. Zudem wird der Organisationsklimaansatz mitunter als stärker methodisch ausgerichtet angesehen.
In der Praxis wird das Betriebsklima eher wie eine Art Wetterlage aufgefasst, die in den vielfältigsten Ausprägungen erscheint und von sonnig (harmonisches Miteinander) bis gewittrig (Mobbing) reichen kann. Da das Betriebsklima großen Einfluss auf Motivation und Arbeitsfreude der Mitarbeiter hat, die sich in den Jahresbilanzen durch höhere oder niedrige Produktivität bemerkbar machen, sollte es im Interesse eines jeden Unternehmers liegen, in die Verbesserung des Betriebsklimas zu investieren.

### Das Arbeitsklima
Der Begriff des Arbeitsklimas ist vergleichsweise enger. Arbeitsklima bezeichnet die spezielle Situation am jeweiligen Arbeitsplatz und ist daher in seiner Wirkung auf den einzelnen Mitarbeiter noch unmittelbarer. Durch diese Unmittelbarkeit rückt die Gestaltung des Arbeitsklimas in den Einflussbereich des Einzelnen und ist dadurch leichter veränderbar. Wichtige Einflussfaktoren auf das Arbeitsklima sind Arbeitszeit und Bezahlung. Jedoch spielen Anerkennung und Sinnvermittlung durch die Führungskräfte eine wesentliche Rolle. Besonders gut ist das Arbeitsklima nicht etwa, wenn keine Konflikte mehr existieren, sondern wenn Konflikte nicht mehr zu Eskalation und Wertschöpfungsverlusten führen.

### Unternehmenskultur
Die Unternehmenskultur (engl. Organizational Culture) beeinflusst den Umgang, das Auftreten und Benehmen der Mitarbeiter und Führungskräfte untereinander sowie gegenüber Kunden, Lieferanten, Geschäftspartnern und neuen Mitarbeitern und wirkt stark auf das Arbeitsklima der Beteiligten. Diese richten bewusst oder unbewusst ihr Arbeits- und Sozialverhalten daran aus, passen sich an oder widersetzen sich.

## Vier Ansätze zur Beeinflussung des Betriebsklimas

### Der Autonomieansatz
Der Autonomieansatz geht von der vollkommenen Autonomie der Kultur gegenüber Beeinflussungsmöglichkeiten aus. Demnach sind gezielte Veränderungen z. B. durch das Management gar nicht möglich. Das Betriebsklima ist demzufolge ein zufälliges Ergebnis der Interaktion der Mitarbeiter. Diese Annahme entbehrt jedoch jeglicher empirischer Haltbarkeit, sondern entspricht vielmehr der beliebten eyes-wide-shut-Politik desinteressierter Führungskräfte, die mit weichen Faktoren nichts anzufangen wissen.

### Der Krisenansatz
Der Krisenansatz sieht die Unternehmenskultur ebenfalls als unveränderlich an. Nur im Krisenfall wird ihr eine gewisse Veränderlichkeit zugestanden, da in einer Krisensituation die Werte und Normen einer Organisation durch deren Mitglieder in Frage gestellt werden. Denn die Organisation liefert nicht mehr die richtigen Antworten auf bestehende oder sich entwickelnde Probleme. Der Krisenansatz prognostiziert eine Art innerbetriebliche Revolution, in der überkommene Regeln durch neue ersetzt werden, die einen reibungslosen Betriebsalltag mit produktivem Arbeitsklima herstellen.

### Der Gärtneransatz
Der Gärtneransatz betrachtet die Kultur als etwas prinzipiell Beeinflussbares. Einem Gärtner gleich kann das Management versuchen, das Betriebsklima zu beeinflussen – allerdings werden unerwünschte Nebenfolgen der Einflussnahme nicht ausgeschlossen. Es wird von einer gewissen „Unbeherrschbarkeit der Natur“ beziehungsweise des Unternehmensklimas ausgegangen. Richtig ist sicherlich, dass es in den meisten Fällen mehr als nur eine Methode gibt, um auf eine Situation zu reagieren.

### Der Macheransatz
Nach dieser Vorstellung ist die Kultur zwar festgelegt, jedoch ist das Betriebsklima immer mit den gewünschten Resultaten innerhalb dieses Rahmens veränderbar. Der Manager kann das Arbeitsklima seiner Mitarbeiter durch gezielte Interventionen ganz nach seinen Vorstellungen verbessern und somit seinem Unternehmen Wettbewerbsvorteile verschaffen.

## Die Entwicklung der Arbeitsklima-Debatte (Anfang des 20. Jahrhunderts bis heute)

### Wissenschaftliche Betriebsführung (Taylorismus)
Das Scientific Management (dt. wissenschaftliche Betriebsführung), abwertend als Taylorismus bezeichnet, geht auf Frederick Winslow Taylor zurück. Er war überzeugt, Management, Arbeit und Unternehmen mit einer wissenschaftlichen Herangehensweise optimieren zu können. Unternehmerisches Ziel war es, den maximalen Wirkungsgrad menschlicher Arbeit auszunutzen, ohne die Arbeitskraft zu verschleißen. Dies war zum damaligen Zeitpunkt ein fast revolutionärer Gedanke. Für dieses Ziel wurden Abläufe und Werkzeuge optimiert, bis der effizienteste „Verrichtungsweg“ ausgeklügelt war. Dieser beruhte zumeist auf extremer Arbeitsteilung (Partialisierung) und war vollständig vorgeschrieben (Fließbandarbeit im Akkord mit Leistungsprämien). Durch diese Routinen sollte der Mitarbeiter ein Höchstmaß an Sicherheit bekommen und ein Maximum an Leistung bringen. Durch die Einführung des Scientific Management kam es zu einer starken Rationalisierung in den Betrieben. Der Begriff Arbeitsklima wurde als die Summe von Umweltfaktoren aufgefasst, die es zu optimieren galt. Die Arbeiter bekamen eine normgerechte Umgebung mit standardisierter Beleuchtung, Werkzeugen und Betriebsabläufen. Im Gegenzug wurde ihnen Selbstbestimmtheit und Eigenverantwortung mehr und mehr abgesprochen. Der Arbeiter war jetzt nur noch für die Arbeit an sich zuständig, nicht mehr für das Lösen von Problemen. Das dem Taylorismus innewohnende Menschenbild ist das des L’homme machine, des Maschinenmenschen. Der Mensch wurde als technisches Gerät, als „Betriebsinventar“ aufgefasst, das es optimal zu nutzen und zu warten galt.
Die deutsche Variante des Scientific Managements war die sogenannte Psychotechnik. Sie ist zeitlich zwischen dem Ersten und Zweiten Weltkrieg einzuordnen und wird in Subjekt- und Objektpsychotechnik unterschieden: Die dominante Form war die Subjektpsychotechnik, welche die Anpassung des Arbeitenden durch Auswahl und Ausbildung an Anforderungen der Tätigkeit untersuchte und die ersten Assessment-Center der Geschichte entwickelte. Die weitaus weniger ausgeprägte Form war die Objektpsychotechnik, unter der man die möglichst menschengerechte Strukturierung und Gestaltung der Arbeitsbedingungen verstand. Die Psychotechnik kam vor allem in der deutschen Heerespsychologie während des Zweiten Weltkrieges zur Anwendung und hat seitdem ein eher negatives Image.
Bis in die 1930er Jahre hinein erlebte der Taylorismus eine Hochzeit, danach ebbte die Begeisterung durch die Erkenntnisse der Hawthorne-Studien (1927–1929) ab. Der pure Taylorismus wird häufig im engen Zusammenhang mit einer Misstrauenskultur gesehen, bei der übermäßige Kontrollen, ausufernde Hierarchie, unpersönliche Kommandowirtschaft und überzogene Maßregelungen an der Tagesordnung sind. Neuere Ansätze bauen darauf, eine Vertrauenskultur durch weitgehend eigenverantwortliche Gruppenarbeit zu schaffen.

### Die Human-Relations-Bewegung
Als der Wissenschaftler Elton Mayo in den tayloristisch geführten Hawthorne-Werken, die Telephone, Kabel und Schaltanlagen herstellten, während der späten 1920er Jahre eine Studie zur Auswirkung der Lichtverhältnisse auf die Arbeitsleistung der Mitarbeiter untersuchte, stellte er fest, dass soziale Situationsbedingungen einen beachtlichen Einfluss auf die Leistung der Mitarbeiter hatten. Daraufhin wurde den informellen sozialen Beziehungen der Mitarbeiter, den human relations in den Arbeitsgruppen mehr Bedeutung beigemessen und ein Gegenbild zum Taylorismus entworfen.
Der Arbeitnehmer bringt Höchstleistungen, wenn er sich an seinem Arbeitsplatz wohl fühlt – und Wohlfühlfaktor Nummer eins sind die sozialen Bindungen unter Kollegen. Dies war zu damaliger Zeit eine bahnbrechende Erkenntnis. Allerdings suggeriert der Human-Relations-Ansatz, dass den Mitarbeitern weniger an den materiellen Arbeitsbedingungen als an ihrem sozio-emotionalen Umfeld gelegen sei. Eine erneute Überprüfung der Daten  ergab jedoch, dass der Einfluss von Lohnanreizen auf die Arbeitsleistung größer als der Einfluss von sozialpsychologischen Faktoren ist, als dies die Forscher damals einschätzten. Das wichtigste Ergebnis der Human-Relations-Bewegung war jedoch der von ihr gegebene Startschuss zur Diskussion um den im Taylorismus vorherrschenden direktiven Führungsstil, der bereits damals als wenig sinnvoll und sogar betriebsschädigend kritisiert wurde.

### Arbeit als Selbstverwirklichung
Das Menschenbild der 1960er und 1970er Jahre ist das des self-actualizing, der Autonomie braucht, um sich selbst zu verwirklichen. Die Erbringung von Höchstleistungen versprach man sich durch das Zulassen einer maximalen Freiheit und Eigenverantwortung des Mitarbeiters an seinem Arbeitsplatz. Auch der Arbeitsinhalt rückte verstärkt in den Mittelpunkt des Interesses. Es wurde angenommen, dass Menschen in ihrer Arbeit Selbstverwirklichung suchen und dies der Hauptgrund für Arbeitsmotivation sei. Zeitgleich gab es eine Bewegung der „industriellen Demokratie“. Partizipationsmöglichkeiten und Arbeitsgestaltungskonzepte (wie zum Beispiel teilautonome Arbeitsgruppen) wurden entwickelt. In den 1970er Jahren wurden im Aktionsprogramm Humanisierung des Arbeitslebens Mindestanforderungen, Richtwerte und Schutzdaten entworfen.
Meine wertvollste Leistung für IBM war meine Fähigkeit, gute und intelligente Mitarbeiter auszuwählen, sie zusammenzuhalten durch Überzeugung, durch Höflichkeit, durch finanziellen Ansporn, durch Reden, durch Plaudern mit ihren Frauen, durch kleine Aufmerksamkeiten und indem ich alles einsetzte, was mir zur Verfügung stand, damit dieses Team mich für einen anständigen Menschen hielt. (Thomas J. Watson jun., ehemaliger Konzernchef von IBM)

### Arbeitsklima heute
Der heutige Arbeitsklimaansatz berücksichtigt, dass es nicht nur auf einen einzelnen Faktor wie „Klarheit der Aufgabe“, „soziale Beziehungen am Arbeitsplatz“ oder „Eigenverantwortung des Mitarbeiters“ ankommt, sondern dass der Arbeitnehmer eine Vielzahl individueller und situationsspezifischer Ziele, die sich zu einem komplizierten, aber sinnvollen Ganzen zusammensetzen, verfolgt. Davon ausgehend sollten neben den jeweiligen Aufgaben die Bedürfnisse der einzelnen Mitarbeiter Beachtung finden (z. B. Wohlbefinden, Akzeptanz, Identität). Ferner ist eine Individualisierung der Arbeitsgestaltung zur Leistungssteigerung sinnvoll. Darüber hinaus müssen sich Führungskräfte auch ihrer sozialen Moderatorfunktion bewusst werden und dieser eine erhöhte Priorität einräumen, statt ausschließlich Planungs-, Organisations- und Kontrollfunktionen auszuüben. Starre hierarchische Strukturen, autoritäres, bisweilen gar absolutistisches Führungsverhalten und schlecht kommunizierte Top-Down-Entscheidungen lassen ein Klima des Misstrauens entstehen. Heute geht man davon aus, dass Mitarbeiter ihr volles Potenzial bzw. Leistungsfähigkeit am besten innerhalb einer vertrauensvollen und menschgerechten Unternehmenskultur entfalten können.
Erforscht wird das Arbeitsklima auch von Arbeitnehmervertretungen, wie der Arbeiterkammer in Österreich mit dem Arbeitsklima Index.